# アンパンマンのエキス
アンパンマンのエキスは子供を小児がんで亡くした母親が綴った献血ルームの落書き帳への記述および献血の大切さを訴えたブログ、さらにそれを元にテレビ新広島が作成したテレビ番組。
多くの反響を呼び 、各地の赤十字社や各地の青年会議所などで取り上げられ、さらに本来は献血とは無関係な多くの人々に献血への関心を向けさせている。

## 概要
原作者は2000年に4歳の長男を小児がんで亡くした。長男は1999年に神経芽細胞腫を発症し余命1か月の診断を受けるが、医療スタッフの治療と輸血によって10か月生き抜いた。長男は輸血を受けると元気がわいてくることから、輸血用血液を「アンパンマンのエキス」と呼び、母親である原作者は輸血のありがたみを感じていた。
10か月の闘病後2000年7月長男は病没するが、母親はその1か月後に三宮献血ルームを訪れて、落書き帳に献血者への感謝の言葉を綴っている 。その感謝の言葉に加えて献血の大切さを訴えるブログが反響を呼び、日本赤十字の各種の印刷物や看護学生の教材にも転載され、さらにテレビ番組も制作され広い反響を呼んだ。

## アンパンマンのエキス(テレビ番組)
アンパンマンのエキス原著者のブログに注目していたテレビ新広島のスタッフが取材を重ねて作成され、2006年に放送された約10分間の番組。その番組はテレビ新広島のHP内で2015年現在も見ることが出来、反響の大きさから後日テレビ局他社でも放映されている 。また日本赤十字社HP内からもリンクされている

## アンパンマンのエキス(ブログ)
アンパンマンのエキスの原著作者は献血の普及の為にそのブログの中で「アンパンマンのエキス」の転載を望んでいる。
| ありがとう！っていっぱい言わせて。 アンパンマンのエキス 献血ルーム・落書き帳に。 私の4歳の長男は小児ガンです。 10ヶ月の闘病生活の末、亡くなってしまいました。 その間、皆様の献血のおかげで 安心して治療を受ける事ができました。 本当にありがとうございます。 あの子は輸血されると元気になる事を知っていて 『アンパンマンのエキスだ～』と言っていました。 一時は毎日のように輸血させて頂きました。 輸血が必要な時 『今 足りないので待っていてください』 と言われ 祈るような想いで待っていた事もありました。 届いたときは、本当に嬉しかったです。 献血して頂きました皆様になんてお礼を言ったらいいのか。 ありがとう！ ありがとう！ 医療スタッフと皆様のおかげで生きながらえる事ができて どんなに《ありがとう》と言っても足りません。 今でも病院では、多くの子供たちが輸血を待ってます。 これからも献血をお願いします。 もちろん私も来ます。 子供たちの笑顔が消えませんようにと祈ってます。 これはアタシの長男が亡くなって1ヶ月後に、 献血ルームの落書き帳へ書いたものです。 たまたま持っていた写真も貼りました。 泣きながら書いたんで感情が剥き出しで 文法がへんになってるんですけど。 タイトルは誰かがつけてくれました。 その後【アンパンマンのエキス】は、 小冊子や献血の広告・ポスター等の呼びかけや 看護学生さんの教材などにも使ってくれています。 亡くなった後も、こうして皆様に可愛がって もらえるなんて長男はとても幸せ者です。 『今 足りないので･･』の時の話をさせてください。 当時は一刻を争う時でした。肩で息をする程の。 通常こちらの病院は、朝 輸血のGoサインが出ると 昼すぎには始まります。 輸血をしなければ、即 何が起こっても不思議じゃない。 ・・・でも、なかった。 《早く！早くなんとか！！》 ずっと苦しがっている長男の手を握りしめながら 祈るしかできないこの歯がゆさ。 そして深夜、丸一日経って届けられた 命をつなぐ血！ それは県外からヘリコプターで届けられたものでした。 また、一回の輸血で必要とされるのは約8人分らしく（血小板） これらを含め輸血を50回以上もさせて頂いてました。 本当に、本当に心から感謝いたします！ 「ねぇ、今 なにしてる？」 今日も お空にむかって。 -出典http://blogs.yahoo.co.jp/kiyomisan325/25320865.html |